# Туковая сеялка
Туковая сеялка — сельскохозяйственная машина предназначенная для разбрасывания минеральных удобрений по полям как при посеве, так и при подкармливании растений в фазе роста.
Такие сеялки также используются и для разбрасывания извести.
Сеялки, как правило, агрегатируются с тракторами класса 1,4 тс. Также возможно агрегатирование со сверхлегким вездеходом на шинах-оболочках. Использование машины на шинах-оболочках позволяет выходить в поле на 2-3 недели раньше начала весенних полевых работ.
Рабочим органом такой сеялки является туковысеивающий аппарат.
Различают аппараты тарельчатые, катушечно-штифтовые, цепные, барабанные, дисковые центробежные.
Аппарат приводится в действие от опорно-приводных колёс машины либо вала отбора мощности. Наиболее распространённые тарельчатые разбрасыватели сбрасывают удобрения на поверхность почвы (у разбросных сеялок) или в тукопроводы (у агрегатов заделывающих удобрения в почву, например при высеве или при культивировании) откуда удобрения поступают в сошники ножей культиватора или подкормочные ножи.